# 豁出去
Lose Yourself為Eminem2002年10月推出的單曲，同年11月被包含在八里公路電影。他是製作人之一，他自己填詞。截至2017年9月，仅在美國就已被下載了七百四十萬次。它也是第一首贏得奧斯卡最佳原創歌曲獎的饒舌歌，并列入2004年的滾石雜誌五百大歌曲及AFI百年百大電影歌曲。

## 背景
此曲於拍攝電影期間的多個休息時間在拍攝現場填詞。街头痞子電影的配角塔琳·曼寧確認此事，訪問中說：“你可以看到他腦裡在創制東西。他用便攜式工作室錄製，一氣呵成錄完所有3個主歌。”